# RCS & RDS
RCS & RDS — румынская телекоммуникационная компания. Является одним из крупнейших телекоммуникационных операторов в Юго-Восточной Европе и крупнейшей кабельной и спутниково-телевизионной компанией в Румынии. Предоставляет услуги кабельного телевидения, кабельного интернета, IP-телефонии, сети 3G, а с 2004 года и спутниковое телевидение (под брендом Digi TV).
Она предоставляет услуги в Румынии, Испании, Венгрии, Италии. Штаб-квартира компании расположена в Бухаресте. Владельцем компании является предприниматель Золтан Тесари.

## История
Компания RCS & RDS была создана в апреле 2005 года де-юре объединением Румынских кабельных систем (RCS, основана в 1994 году) и Румынских систем данных (RDS, основана в 1998 году). Эти компании имели одного и того же владельца с самого начала и действовали де-факто как единое целое задолго до этого (с 2001 года).
В 2003 году RCS & RDS приобрела телекоммуникационную компанию TerraSat, в 2004 она приобрела Astral Telecom и FX Communications. В 2010-х годах ей были приобретены компании Airbites (2010), iLink (2012) и Titan Net (2013). В 2011 году компания приобрела телеканал UTV.
По данным 2007 года в компании насчитывалось: 2,6 млн абонентов спутникового телевидения DigiTV.Satelit, 1,6 млн абонентов кабельного телевидения DigiTV.Cablu, 1,5 млн абонентов стационарной телефонной сети Digi.Tel, 2 млн абонентов мобильного телефонного сервиса Digi.Mobil, 1,1 млн абонентов сервиса широкополосного интернета Digi.Net.
В 2016 году выручка RCS & RDS возросла с 750,1 до 842,8 млн евро. Весной 2017 года агентство S&P повысило рейтинг компании RCS & RDS с «B+» до «BB-».